# Danny Rose z Broadwaye
Danny Rose z Broadwaye (v anglickém originále Broadway Danny Rose) je americký film z roku 1984, který natočil režisér Woody Allen podle vlastního scénáře. V retrospektivě vypráví příběh Dannyho Rose, o němž se baví skupinka komiků při obědě v newyorské Carnegie Deli. Rose zastupuje několik nepříliš úspěšných lidí ze zábavního průmyslu, přičemž film se zaměřuje převážně na Loua Canovu (Nick Apollo Forte). Dále ve filmu hrála Allenova přítelkyně Mia Farrowová a další.

## Děj
Příběh Dannyho Rose (Woody Allen) je vyprávěn retrospektivně, jako anekdota, kterou sdílí skupina komiků při obědě v newyorské restauraci Carnegie Deli.
Roseova jednočlenná talentová agentura zastupuje nespočet neortodoxních, neúspěšných bavičů, včetně vymydleného svůdníka Lou Canovy (Nick Apollo Forte), jehož kariéra je na vzestupu. Danny je sice ochoten najmout téměř kohokoli, ale zároveň se ukazuje, že pro své herce pracuje nesmírně tvrdě – často uspokojuje téměř všechny jejich osobní i profesní potřeby. V těch vzácných případech, kdy se některému z Dannyho herců podaří uspět, od něj vždy odejdou k profesionálnějšímu zastoupení.
Lou, který má ženu a tři děti, má poměr se ženou Tinou (Mia Farrowová), která dříve chodila s gangsterem (mužem, který ji stále miluje). Lou chce, aby ho doprovodila na velké vystoupení, které mu Danny dohodil v hotelu Waldorf Astoria, kde bude vystupovat před Miltonem Berlem, který by ho mohl potenciálně najmout na ještě větší věci.
Na zpěvaččino naléhání Danny vystupuje jako "vousáč" a vydává se za Tinina přítele, aby odvedl pozornost od aféry. Tinin bývalý přítel je nesmírně žárlivý a v domnění, že Tinin vztah s Dannym je skutečný, si objedná nájemnou vraždu Dannyho, který se ocitá v nebezpečí, že přijde o klientku i o život. Bratři bývalého přítele Dannyho a Tinu najdou a drží je v opuštěném skladišti.
Dannymu a Tině se jen o vlásek podaří uniknout, protože Danny pod pohrůžkou střelné zbraně řekne, že Tinin skutečný přítel je netalentovaný umělec z nočního klubu, někdo, o kom se Danny domnívá, že je na výletní plavbě, a je tak na čas v bezpečí. Zatímco se gangsteři snaží najít "skutečného" přítele, Danny a Tina uniknou. Nakonec se objeví ve Waldorfu, kde najdou Loua opilého a nepřipraveného na vystoupení. Danny Loua vystřízliví unikátním lektvarem, na který za ta léta přišel. Lou vystřízliví a předvede skvělý  výkon. Když se představení zúčastní nový prestižní manažer talentů, Lou před očima Tiny (a s jejím povzbuzováním) vyhodí Dannyho a najme nového manažera.
Danny, který se cítí podveden, jde do Carnegie Deli, kde se dozví, že umělec, kterého "udal", aby se zachránil, byl zmlácen nájemnými vrahy (plavba byla zrušena) a nyní je v nemocnici. Danny jde do nemocnice utěšit svého klienta a zaplatí mu účty za nemocnici.
Lou, který opustil ženu a děti a oženil se s Tinou, se stává úspěšným. Tina, která se cítí provinile, že se Dannyho nezastala, je v depresi a nakonec se rozejdou. Nyní je Den díkůvzdání a Danny pořádá večírek, na kterém jsou všichni jeho klienti. Tina se objeví u dveří, omluví se a požádá Dannyho, aby si vzpomněl na motto svého strýce Sidneyho: "Přijetí, odpuštění a láska". Danny nejprve Tinu odmítne, ale později ji dožene a zdá se, že se usmíří. Během tohoto závěrečného záběru je slyšet voiceover skupiny komiků, kteří o příběhu hovoří. Chválí Dannyho a říkají, že se mu nakonec dostalo nejvyšší broadwayské pocty: byl po něm pojmenován sendvič v nejznámějším broadwayském lahůdkářství.